# Dalea mixteca
Dalea mixteca är en ärtväxtart som beskrevs av Rupert Charles Barneby. Dalea mixteca ingår i släktet Dalea, och familjen ärtväxter. Inga underarter finns listade i Catalogue of Life.